# Ravenfield (jeu vidéo)
Ravenfield est un jeu de tir à la première personne (FPS en anglais), publié en accès anticipé le 18 mai 2017. Le créateur et développeur de ce jeu est SteelRaven7, sous son vrai nom Johan Hassel. Il est disponible sur les OS Windows, macOS et Linux.

## Système de jeu
Le jeu intègre une physique de type "rag-doll-like", avec de nombreuses options permettant aux utilisateurs de contrôler l'IA, notamment un "plan de bataille", et de nombreux autres facteurs de jeu tels que le comptage de l'IA. Ravenfield est composé de plusieurs modes de jeu en équipe qui tournent autour de la capture de zones sur la carte et du gain de points en tuant les membres de l'équipe ennemie. Le jeu rend hommage aux jeux de tir à la première personne multijoueurs à grande échelle tels que la franchise Battlefield et la franchise Star Wars: Battlefront. Le jeu est donc axé sur les cartes à grande échelle et les combats à base de véhicules, les équipes contrôlant les véhicules les plus puissants et gagnant souvent l'avantage au combat. Le jeu est disponible sur Steam et est actuellement en Early Access bien qu'il arrive à la fin de son développement. Le jeu est également compatible avec les mods via le Steam Workshop, les membres de la communauté concevant leurs propres cartes, armes et véhicules, ainsi que l'histoire qui les accompagne. Un second mode, intitulé Conquest, combine les éléments préexistants du combat à grande échelle avec la stratégie au tour par tour, similaire au mode Galactic Conquest vu dans  Battlefront II.

## Intrigue
Bien que Ravenfield n'ait pas d'intrigue en soi, lors de l'événement d'Halloween de 2019, SteelRaven7 a laissé entendre qu'il pourrait y avoir une intrigue sous-jacente dans le jeu. On suppose que d'autres informations seront révélées dans les futures mises à jour du mode de jeu Conquest. En juillet 2020, une mise à jour a été publiée, remaniant le mode de jeu Spec Ops. Elle a également introduit les premiers personnages nommés, l'équipe TALON. L'équipe TALON est une unité de 4 hommes des forces spéciales de l'armée Eagle. Plus tard en décembre de la même année, deux nouveaux personnages ont été ajoutés : the Advisor, un commandant en second du personnage du joueur, et EYES, un spécialiste de la reconnaissance qui aide TALON à éviter les patrouilles ennemies et à localiser les objectifs.

## Développement
Ravenfield a commencé comme une expérience avec des ragdolls et l'IA. La version bêta a été publiée sur itch.io le 3 juillet 2016. Le jeu a été mis en ligne sur Steam Greenlight le 1er février 2017, et il a été officiellement publié en tant que titre en accès anticipé le 18 mai 2017.

## Accueil
Christopher Livingston, de PC Gamer, a qualifié le jeu de "glitchy" et "amusant". Le jeu a une évaluation "extrêmement positive" sur Steam et a une note de 5/5 sur Itch.io.